# Río Ser (afluente del Navia)
El río Ser es un río de la provincia de Lugo, Galicia, España, un afluente del río Navia por su margen derecho.

## Recorrido
El río Ser nace de la confluencia de varios arroyos de montaña, formados a casi 1.800 m de altitud, en las vertientes occidentales de la sierra de los Ancares. La unión de los arroyos de Moreira y Mazo, llamados así por las aldeas que atraviesan, marca el inicio de su recorrido, en Mazo, a poca distancia del pueblo de Piornedo. El río baja hasta la aldea de Castelo, a la que separa del lugar de Donís, en la parte septentrional del municipio de Cervantes. A partir de ese punto, el Ser atraviesa la parroquia de Son, en el municipio de Navia de Suarna, pasando por las aldeas de Cerredo, Vilela y Casas do Río. Discurre entre la sierra de Corneantes y la de Granda de Arroxo al sur, ocultado en el fondo de un cañón por un bosque de galería de alisos, fresnos y robles. Desagua en el río Navia en un lugar donde confluyen las lindes de los municipios de Cervantes, Navia de Suarna y Becerreá, tras recorrer casi 23,1 km.
Su cuenca abarca un área de 114 km².

## Régimen hídrico
El río Ser es un río de régimen pluvio-nival.

## Afluentes
La mayoría de sus afluentes son pequeños arroyos de montaña, destacando entre los de mayor tamaño el río de Vilaver (4,9 km) y el río de Leirado (6,5 km), que se le unen en su curso medio por su margen izquierda. Entre la red de arroyos que bajan por el flanco occidental de la sierra en el nacimiento del Ser, destacan el riego de Cespedosa, el de la Vega y el río de Ortigal que se unirán con el arroyos de Moreira y de Mazo para formar el Ser propiamente dicho.
Por su orilla derecha esta el arroyo de  regueira de fontaos entre los Olmos y chao de villarín.[cita requerida]

## Protección
El curso del río Ser se encuentra incluido dentro del Lugar de Importancia Comunitaria (LIC) de Cruzul-Agüeira, y de la 
Reserva de la biosfera de Os Ancares Lucenses y Montes de Cervantes, Navia y Becerreá.

## Etimología
El nombre de Ser está unido a la raíz indoeuropea *sreu- "fluir".